# Vergine d'Oriente
Vergine d'Oriente (The Virgin of Stamboul) è un film muto del 1920 diretto da Tod Browning.
I protagonisti di questa storia dai toni esotici furono Priscilla Dean e Wheeler Oakman che, all'epoca, erano marito e moglie. Nella parte del brutale sceicco appare Wallace Beery, specializzato in ruoli da villain.

## Trama
A Costantinopoli, il capitano Pemberton, soldato americano di ventura al comando della Black Horse Troop, si innamora della bella mendicante Sari. La ragazza è testimone dell'assassinio di un americano da parte dello sceicco Hamid Pascià che accoltella il giovane, entrato in una moschea. Per impedirle di testimoniare contro di lui, Hamid decide di sposarla e confinarla nel suo harem. Pemberton, che ha scoperto il piano, durante la cerimonia si sostituisce ad Hamid, sposando lui la ragazza. Ma lo sceicco, per vendicarsi dell'inganno, rapisce la coppia imprigionandola nella sua roccaforte nel deserto. Da lì, Sari riesce a fuggire in maniera rocambolesca, correndo a informare i Troop Black Horse del pericolo che sta correndo il loro capitano. I soldati arrivano proprio quando Pemberton e Hamid si stanno battendo corpo a corpo. Sari si precipita a fianco del marito e si prende lei il colpo fatale destinato a Pemberton.

Priscilla Dean e Wheeler Oakman

## Produzione
Il film fu prodotto dall'Universal Film Manufacturing Company (con il nome Universal Jewel). Venne girato dal settembre 1919 al dicembre 1919; le riprese in esterni furono girate a Oxnard, in California e in Arizona. La storia originale di H. H. Van Loan era intitolata Undraped , poi il titolo fu cambiato in The Beautiful Beggar per poi prendere quello definitivo di The Virgin of Stamboul .

## Distribuzione
Il copyright del film, richiesto dalla Universal Film Mfg. Co., Inc., fu registrato il 23 marzo 1920 con il numero LP14919.
Distribuito dall'Universal Film Manufacturing Company, il film - presentato da Carl Laemmle - uscì nelle sale cinematografiche statunitensi il 27 marzo 1920 dopo una prima al Moss's Broadway Theatre di New York tenuta il 21 marzo 1920. La pellicola ebbe una distribuzione internazionale: in Portogallo, uscì il 5 luglio 1921 con il titolo A Virgem de Istambul; in Spagna il 21 dicembre 1921 come La virgen de Estambul; in Polonia, distribuito nel 1922, fu tradotto in Dziewica ze Stambulu.
Copie complete della pellicola sono conservate in diversi archivi: in quelli della Cinémathèque Royale de Belgique di Bruxelles, del British Film Institute di Londra, dell'UCLA Film And Television Archive di Los Angeles.

### Censura
In Italia, l'Universal fece domanda per il visto di censura il 12 febbraio 1921. In data dicembre 1928, una nota della censura riportava la seguente annotazione "Sopprimere le vedute del Bosforo e di Costantinopoli e tutte le didascalie che si riferiscono alla Turchia. Il titolo della pellicola, Vergine di Stambul dovrà essere sostituito con l'altro, Vergine d'Oriente.